# Willem van Sonsbeeck
Willem van Sonsbeeck, né à Amsterdam le 11 septembre 1877 et mort à Heino le 14 août 1969, est un homme politique néerlandais.

## Biographie
Il est le petit-fils de Herman van Sonsbeeck (nl) et le gendre de Emile Alexis Marie van der Kun (nl).

## Mandats et fonctions
- Bourgmestre de Bréda : 1919-1936
- Commissaire du Roi dans le Limburg : 1936-1941, 1944-1947. Il est démis le 5 février 1941 par les occupants allemands, et remis en fonction à la libération de Limbourg.

## Sources
- parlement.com
- W.J.M. Klaassen, Sonsbeeck, Willem George Alphonse van (1877-1969), in Biografisch Woordenboek van Nederland, (12-11-2013).

- Notices dans des dictionnaires ou encyclopédies généralistes :   - Biografisch Woordenboek van Nederland
  - Biografisch Portaal van Nederland
- Notices d'autorité :   - VIAF
  - ISNI
  - Pays-Bas